# Змеевик (ракета)
«Змеевик» — разрабатываемая российская баллистическая ракета с гиперзвуковым оснащением[уточнить], предназначенная для поражения крупных надводных целей, таких как авианосцы и авианосные группы. Ожидается её поступление на вооружение береговых ракетных частей Военно-морского флота России. По своим характеристикам «Змеевик» близок к китайским ракетам аналогичного класса DF-21D и DF-26 с дальностью полёта до 4 тысяч км.
Разработка «Змеевика» велась ещё в советское время, ставка делалась на дальнобойность. Конкретной информации в части боевых возможностей системы «Змеевик» официально не опубликовано. Характеристики по весу, боевой части и прочим параметрам не разглашаются. По словам военного эксперта и контр-адмирала в отставке Алексея Свиридова, «есть основания предполагать, что его разгонный блок ракет поднимается на высоту более 20 километров, а потом атакует морские цели с гиперзвуковой скоростью. Перехватить их уже невозможно.» Он также сообщил, что проект противокорабельного комплекса «Змеевик» разрабатывался в реутовском «НПО Машиностроения», а название связано со способностью ракеты маневрировать на конечном этапе — лететь по «змейке», делающей ее неуязвимой для средств ПВО. По словам военного историка Никиты Буранова, «Змеевик» «летит в космос, там от него отлетает головка, разделяется на несколько боевых частей, планирует вниз и со скоростью гиперзвука направляется к цели».
Дальнобойность «Змеевика» значительно расширяет боевые возможности по ликвидации авианосных групп противника. До сих пор подобные задачи возлагаются на подводные лодки, которым необходимо подойти на «прицельную дистанцию», составляющую до тысячи километров. Береговые комплексы «Бал» и «Бастион» покрывают меньшую дистанцию и эффективны прежде всего в акватории Чёрного и Балтийского морей, тогда как на Тихом и Северном Ледовитом океанах у России есть потребность в ракетах дальнего поражения, способных эффективно предотвращать дистанционный обстрел российской территории крылатыми ракетами. Среди потенциальных целей «Змеевика» источники в российском в оборонно-промышленном комплексе называют морские и наземные носители новой американской гиперзвуковой ракеты Dark Eagle.
Проект «Змеевика» тесно связан с проектом гиперзвуковой ракеты «Циркон».
В сентябре 2023 года агентство ТАСС со ссылкой на источник в оборонно-промышленном комплексе сообщило, что работы по созданию нового ракетного комплекса приостановлены.  При этом все высвободившиеся силы разработчик направит на модернизацию и совершенствование уже существующего вооружения.